# العلاقات البرتغالية السريلانكية
العلاقات البرتغالية السريلانكية هي العلاقات الثنائية التي تجمع بين البرتغال وسريلانكا.

## مقارنة بين البلدين
هذه مقارنة عامة ومرجعية للدولتين:
| وجه المقارنة                                              | البرتغال                                                  | سريلانكا                         |
| --------------------------------------------------------- | --------------------------------------------------------- | -------------------------------- |
| المساحة (كم2)                                             | 92.21 ألف                                                 | 65.61 ألف                        |
| عدد السكان (نسمة)                                         | 10.60 مليون                                               | 21.44 مليون                      |
| الكثافة السكانية (ن./كم²)                                 | 114.95                                                    | 326.78                           |
| العاصمة                                                   | لشبونة                                                    | سري جاياواردنابورا كوتي، كولمبو  |
| اللغة الرسمية                                             | اللغة البرتغالية، اللغة الميراندية                        | اللغة السنهالية، اللغة التاميلية |
| العملة                                                    | يورو، اسكودو برتغالي                                      | روبية سريلانكي                   |
| الناتج المحلي الإجمالي (بليون دولار)                      | 217.57 مليار                                              | 87.17 مليار                      |
| الناتج المحلي الإجمالي (تعادل القوة الشرائية) بليون دولار | 307.82 مليار                                              | 246.62 مليار                     |
| الناتج المحلي الإجمالي الاسمي للفرد دولار أمريكي          | 19.22 ألف                                                 | 3.93 ألف                         |
| الناتج المحلي الإجمالي للفرد دولار أمريكي                 | 28.76 ألف                                                 | 11.11 ألف                        |
| مؤشر التنمية البشرية                                      | 0.830                                                     | 0.757                            |
| رمز المكالمات الدولي                                      | +351                                                      | +94                              |
| رمز الإنترنت                                              | .pt                                                       | .lk،                             |
| المنطقة الزمنية                                           | توقيت غرب أوروبا، توقيت غرب أوروبا الصيفي، أوروبا/لشبونة ‏ | ت ع م+05:30                      |

## منظمات دولية مشتركة
يشترك البلدان في عضوية مجموعة من المنظمات الدولية، منها:
| علم المنظمة | اسم المنظمة                               | تاريخ انضمام البرتغال | تاريخ انضمام سريلانكا |
| ----------- | ----------------------------------------- | --------------------- | --------------------- |
|             | بنك التنمية الآسيوي                       | 2002                  | 1966                  |
|             | مؤسسة التنمية الدولية                     | 29 ديسمبر 1992        | 27 يونيو 1961         |
|             | يونسكو                                    | 11 مارس 1965          | 14 نوفمبر 1949        |
|             | وكالة ضمان الاستثمار متعدد الأطراف        | 6 يونيو 1988          | 27 مايو 1988          |
|             | الأمم المتحدة                             | 14 ديسمبر 1955        | 14 ديسمبر 1955        |
|             | الاتحاد البريدي العالمي                   | ?                     | ?                     |
|             | البنك الدولي للإنشاء والتعمير             | 29 مارس 1961          | 29 أغسطس 1950         |
|             | المنظمة الهيدروغرافية الدولية             | ?                     | ?                     |
|             | الاتحاد الدولي للاتصالات                  | 1866                  | 1897                  |
|             | منظمة حظر الأسلحة الكيميائية              | ?                     | ?                     |
|             | مؤسسة التمويل الدولية                     | 8 يوليو 1966          | 20 يوليو 1956         |
|             | المركز الدولي لتسوية المنازعات الاستشارية | 1 أغسطس 1984          | 11 نوفمبر 1967        |
|             | منظمة التجارة العالمية                    | ?                     | ?                     |
|             | منظمة الشرطة الجنائية الدولية             | ?                     | ?                     |

## أعلام
هذه قائمة لبعض الشخصيات التي تربطها علاقات بالبلدين:
- جاكلين فيرنانديز (ممثلة سريلانكية، 2 يونيو 1985 – )

## وصلات خارجية
- موقع وزارة الخارجية البرتغالية
- موقع وزارة الخارجية السريلانكية